# Winklenburg
Winklenburg ist eine Hofschaft in Radevormwald im Oberbergischen Kreis im nordrhein-westfälischen Regierungsbezirk Köln in Deutschland.

## Lage und Beschreibung

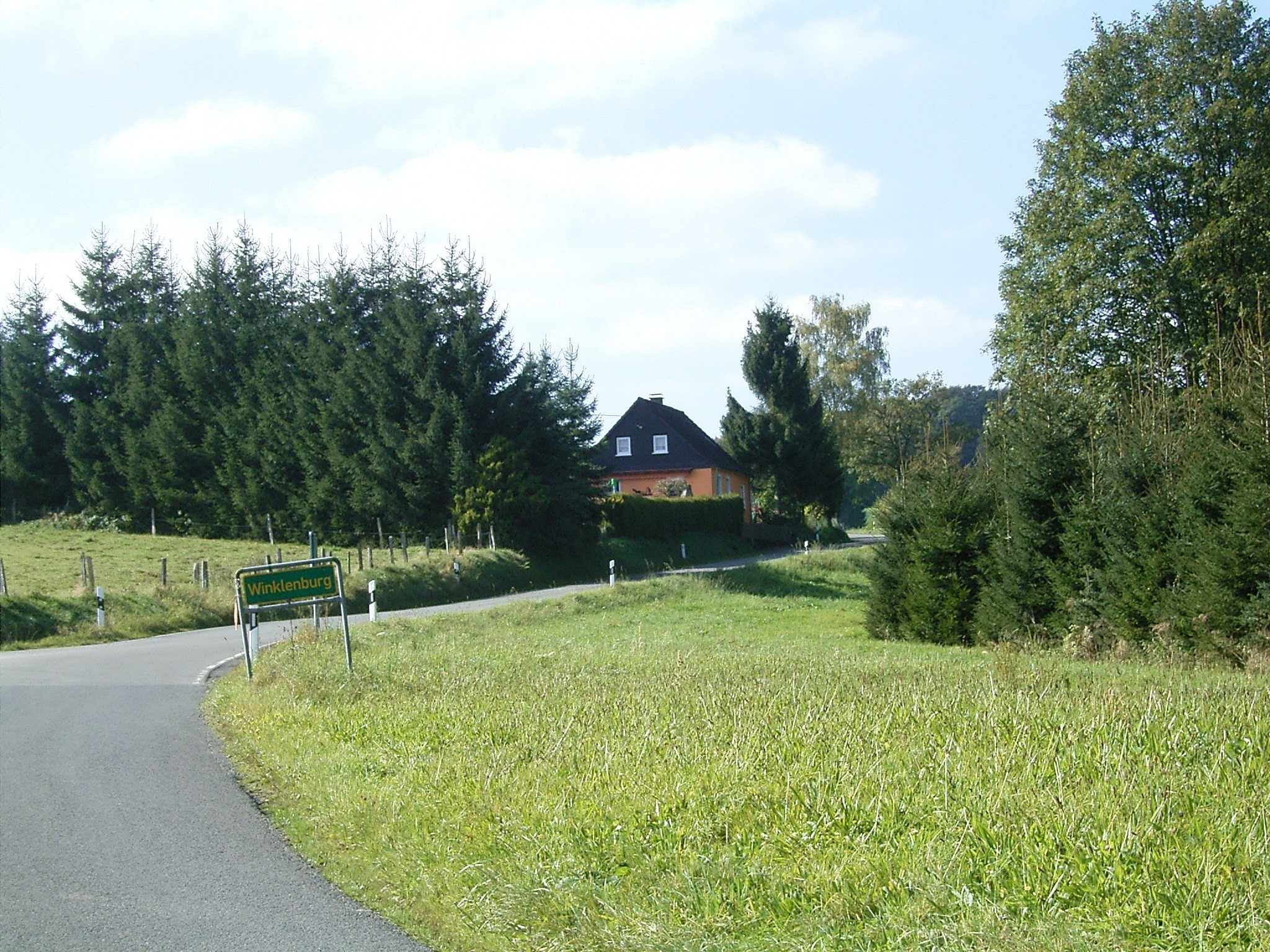
In der Hofschaft Winklenburg

Winklenburg liegt im Osten von Radevormwald. Die Nachbarorte sind Funkenhausen, Neuenhaus, Waar und Studberg.
Auf dem Gebiet der Hofschaft fließt ein Nebengewässer in den in die Ennepetalsperre mündenden Borbachs.
Winklenburg gehört zum Radevormwalder Wahlbezirk 180 und zum Stimmbezirk 182.

## Geschichte
1469 wurde der Ort das erste Mal urkundlich erwähnt. „Hz. Gerhard von Jülich-Berg verleiht dem Rutger Haken Mahlzwang über 22 Häuser bei Radevormwald.“ und nennt dabei die Ortsbezeichnung „Wynkelenborgh“.